# Clostripain
Clostripain (EC 3.4.22.8, clostridiopeptidase B, Clostridium histolyticum proteinase B, alpha-clostridipain, clostridiopeptidase, Endoproteinase Arg-C) là một proteinase rằng sẽ tách protein trên trái phiếu carboxyl peptide của arginine. Nó được phân lập từ Clostridium histolyticum. Điểm đẳng điện của enzyme là 4,8-4,9 (ở 8 °C) và pH tối ưu là 7,4 ~ 7,8 (so với este ethyl của α-benzoyl-arginine). Thành phần của enzyme được chỉ định là hai chuỗi có khối lượng phân tử tương đối 45.000 và 12.500.